# Stazione di Pistoia
La stazione di Pistoia è lo scalo ferroviario della città di Pistoia.
Si trova sulla linea Firenze-Lucca, ed è termine della linea per Bologna, chiamata anche comunemente "Porrettana".

## Storia

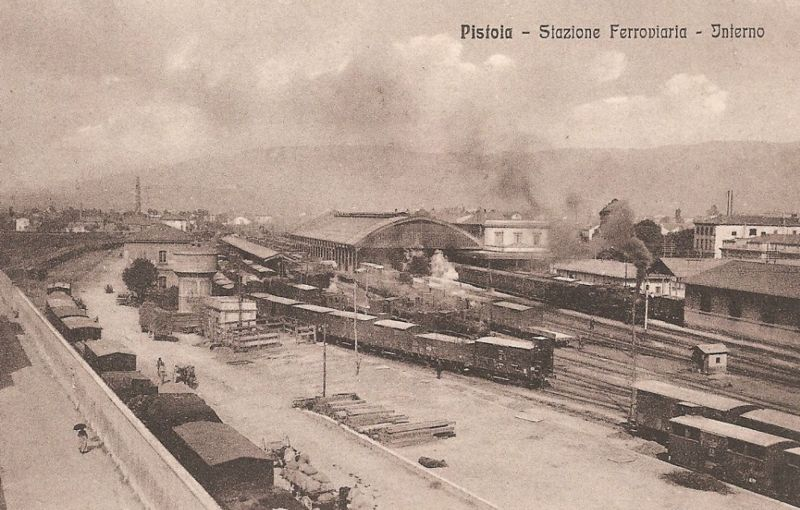
La stazione di Pistoia in una cartolina del 1917

La stazione venne inaugurata nel 12 luglio 1851 come stazione capotronco del tratto proveniente da Prato successivamente prolungato fino a Serravalle Levante il 6 giugno 1857.
La stazione ai primi del Novecento possedeva una grande unica copertura che copriva i primi 4 binari, in seguito rimossa.
Il 24 maggio 1927 venne attivato l'esercizio a trazione elettrica a corrente alternata trifase della tratta da Pistoia a Porretta; la linea venne convertita alla corrente continua il 13 maggio 1935.

## Strutture e impianti
La stazione dispone di un fabbricato viaggiatori e di diversi altri edifici. Vi sono ben due scali merci, di cui uno dismesso, composti entrambi da piano caricatore e da due magazzini ciascuno. La stazione conta 16 binari tra cui 5 passeggeri serviti da banchina e pensiline, 4 di scalo e i rimanenti 7 precedentemente di scalo ed in seguito smantellati. A quelli della stazione vanno aggiunti gli innumerevoli altri binari del deposito locomotive posto in direzione Bologna. L'impianto è collegato, sulla linea Viareggio-Firenze, ad un impianto industriale e ad una sotto stazione elettrica. Nel 2012 venne attivato l'apparato centrale computerizzato-multistazione e il passaggio a livello posto immediatamente dopo il deposito locomotive è stato soppresso e sbarrato per impedirne l'accesso.
La stazione è dotata di un sottopassaggio che dal 2011 collega la banchina del 1º binario con tutte le altre. Fino al 2010 la banchina del 1º binario veniva utilizzata esclusivamente per gli arrivi e le partenze della Porrettana mentre i treni da e per Firenze/Viareggio fermavano e partivano esclusivamente dalla seconda banchina, ovvero quella che serve i binari 2 e 3. I binari 4 e 5 sono binari di fine corsa; infatti da qui partono ed arrivano esclusivamente i treni da Firenze. Fino al 2010 il sottopassaggio collegava il 1º binario solamente con la banchina dei binari 2 e 3 cioè dove fermavano treni in partenza. Per poter lasciare la terza banchina bisognava invece attraversare la ferrovia. A partire da tale data è stata allargata per poterla collegare al sottopassaggio il quale è stato a sua volta ingrandito. Inoltre sono stati aggiunti gli ascensori che collegano tutti i binari con il sottopassaggio. È in costruzione il binario numero 6

## Movimento
La stazione è servita dalle relazioni regionali Trenitalia svolte nell'ambito del contratto di servizio stipulato con la Regione Toscana denominato anche "Memorario".
Con un traffico annuo è di 3 000 000 persone, l'impianto è classificato da RFI nella categoria "gold".

## Servizi
La stazione dispone di:
- Biglietteria a sportello
- Biglietteria automatica
- Sala d'attesa
- Bar
- Servizi igienici

## Interscambi
La stazione dispone dei seguenti interscambi:
- Stazione taxi
- Fermata autobus